# Dan Petronijevic
Daniel Petronijevic, más conocido como Dan Petronijevic (Scarborough, Ontario, 28 de marzo de 1981), es un actor canadiense, quien interpretó el papel de Thad Guerwitcz en la serie de fútbol de ESPN Playmakers y es también el agente de la voz de Geoff en Isla del drama, Luz, drama, acción y Drama Total Gira Mundial, un papel que tenía que cantar, e incluso tiene toda una canción en solo.
Petronijevic también fue la voz de Adam Spitz en Dientes de Lata. También ha desempeñado varios personajes en la serie Bakugan como Spectra, Julio Santana, y más recientemente, Jake Vallory, Creepie, Locos dieciséis y Turbo Perros. También ha sido la voz de imagen de Teletoon desde 2007. Además también hace a Erik en Los Defensores Di-Gata. Él es también un actor de voz en Beyblade: Metal Fusion como Blader DJ, Dynamis y Dashan Wang, así como proporcionar la voz narradora en Beyblade: Shogun Steel y BeyWarriors: BeyRaiderz. Dan también desempeñó el papel de Bull en American Pie Presents: The Naked Mile y American Pie Presents: Beta House.